# Igo jezik
Igo jezik (achlo, ago, ahlõ, ahlon, ahlon-bogo, ahonlan, anlo; ISO 639-3: ahl), jedan od četiriju jezika podskupine Kposo-Ahlo-Bowili, šire skupine Left Bank, kojim govori 6 000 ljudi (1995 H. Massanvi Gblem) u togoanskoj regiji Plateaux.
U upotrebi su i francuski [fra] i éwé [ewe],te još neki susjedni jezici. Pismo: latinica..

## Vanjske poveznice
- Ethnologue (14th)
- Ethnologue (15th)